# Затон (микрорайон)
Затон — микрорайон в Ленинском районе Новосибирска. Расположен на полуострове к северо-западу от Димитровского моста. С северо-восточной стороны ограничен рекой Обь, с юго-восточной и юго-западной стороны микрорайон омывает обской затон, разделяющий его с Яренским полуостровом. Население — более 4000 человек.

## Название
Микрорайон получил название от находящегося здесь затона, который используется в качестве «кладбища» старых речных судов.

## История
Датой рождения микрорайона считается 1909 год, когда в этом месте на зимовку встали несколько судов.
В 1920-е годы после национализации судоходного транспорта началась активная застройка Затона. Именно в этот период были построены первые бараки, школа и дом культуры.
В первом проекте по застройке Затона говорится, что предназначение микрорайона — жильё для работников судоремонтного завода и стоянка для судов.
До возведения Новосибирской ГЭС Затон в весенний период часто затапливало.

## Инфраструктура

### Жилые строения
Приблизительно 500—700 домов микрорайона — частный сектор, ещё около 50 строений — это 2-этажные деревянные дома, построенные в 1930-е годы, также на территории Затона есть нескольких зданий средней этажности.

### Организации
- Средняя общеобразовательная школа № 69
- Детский сад № 196
- Дом культуры «Затон»

## Проблемы микрорайона
В подавляющей части жилых домов отсутствует канализационная система. Жители микрорайона вынуждены пользоваться ямными туалетами.
Микрорайон застроен ветхими деревянными бараками. В 2018 году вся центральная часть Затона была признана мэрией Новосибирска непригодной для проживания, в категорию аварийного жилья попали 44 барака.

## Транспорт
Единственный вид общественного транспорта — автобус. С остальной частью Ленинского района, а также с Кировским районом, микрорайон связан маршрутом № 16 (Затон—Центральный корпус), с Железнодорожным № 19 (Затон - Вокзал Новосибирск-Главный).
Остановки наземного транспорта: «Затон», «Ателье № 6», «Портовая».